# Santa Bárbara (Sucumbíos)
Santa Bárbara ist eine Ortschaft und eine Parroquia rural im Kanton Sucumbíos der ecuadorianischen Provinz Sucumbíos. Die Parroquia besitzt eine Fläche von 89,13 km² groß. Beim Zensus 2010 wurden 679 Einwohner gezählt.

## Lage
Die Parroquia Santa Bárbara liegt im Norden von Ecuador an der kolumbianischen Grenze. Die Parroquia liegt an der Ostflanke der Cordillera Real. Der Río Chinguales, linker Quellfluss des Río Aguarico, umfließt das Gebiet im Norden und im Osten und bildet dabei die Staatsgrenze. Die Fernstraße E10 (Julio Andrade–Nueva Loja) verläuft unweit des Flusslaufs. Der etwa 2660 m hoch gelegene Hauptort befindet sich an der E10 am Oberlauf des Río Chinguales etwa 20 km östlich von Julio Andrade sowie 19,5 km nördlich vom Kantonshauptort La Bonita.
Die Parroquia Santa Bárbara grenzt im Norden und im Osten an Kolumbien, im Süden an die Parroquia La Bonita, im Westen an die Parroquia 
El Playón de San Francisco sowie im Nordwesten an die Provinz Carchi mit der Parroquia El Carmelo (Kanton Tulcán).

## Orte und Siedlungen
In der Parroquia gibt es vier Barrios: Centro, Cristo del Consuelo, Obrero und 4 de Diciembre.

## Geschichte
Die Parroquia Santa Bárbara wurde am 28. November 1956 mittels Acuerdo Ministerial N° 163 gegründet.